# تنگ آبشور
تنگ ابشور، روستایی از توابع بخش مرکزی شهرستان بویراحمد در استان کهگیلویه و بویراحمد ایران است.

## جمعیت
این روستا در دهستان سپیدار قرار دارد و براساس سرشماری مرکز آمار ایران در سال ۱۳۸۵، جمعیت آن ۸۶ نفر (۱۸خانوار) بوده‌است.مردم ان از طایفه ترک تنگ آبشور از زیرشاخه‌های قوم بابکان هستند که از نوادگان اردشیر بابکان می‌باشند،طایفه بابکانی یکی از طوایف قوم بویراحمد می‌باشد ،قوم بویر احمد که یک قوم لر است از اصیل‌ترین قوم آریایی در ایران است،تنگ ابشور بعد از روستای بابکان قرار دارد که داری آب و هوایی خنک است که در تابستان مردم به انجا کوچ میکنند،